# Woskrzenice Duże
Woskrzenice Duże – wieś w Polsce położona w województwie lubelskim, w powiecie bialskim, w gminie Biała Podlaska.
| SIMC    | Nazwa     | Rodzaj    |
| ------- | --------- | --------- |
| 1020022 | Marianka  | część wsi |
| 1021406 | Resztówka | część wsi |

Przez miejscowość przepływa Zielawa, rzeka dorzecza Bugu, która właśnie tutaj wpada do Krzny. Na zachód od wsi znajduje się niewielki bagier.
Wieś magnacka położona była w końcu XVIII wieku w hrabstwie bialskim w powiecie brzeskolitewskim województwa brzeskolitewskiego. W latach 1975–1998 miejscowość administracyjnie należała do województwa bialskopodlaskiego.
Wieś jest sołectwem w gminie Biała Podlaska. Według Narodowego Spisu Powszechnego z roku 2011 wieś liczyła 472 mieszkańców.
Wierni Kościoła rzymskokatolickiego należą do parafii św. Michała Archanioła w Woskrzenicach Dużych. We wsi znajduje się zabytkowy kościół wzniesiony w 1902 jako cerkiew prawosławna. Znajduje się także cmentarz rzymskokatolicki (dawniej unicki i prawosławny), a na polach wsi – zbiorowa mogiła 10 tys. jeńców radzieckich oraz ludności cywilnej z Brześcia przetrzymywanych w obozie Frontstalag 307. Upamiętnia ich pomnik z krzyżami katolickim i prawosławnym. 